# Carson Township (comté de Pottawattamie, Iowa)
Pour les articles homonymes, voir Carson Township.
Carson Township est un township du comté de Pottawattamie en Iowa, aux États-Unis,.

## Source de la traduction
- (es) Cet article est partiellement ou en totalité issu de l’article de Wikipédia en espagnol intitulé « Municipio de Carson (Iowa) » (voir la liste des auteurs).